# Silvia Eisenstein
Silvia Eisenstein (auch Silvia Eisenstein de Vega oder Silvia Vega; * 5. Januar 1917 in Buenos Aires; † 15. August 1986 in Caracas) war eine argentinisch-venezolanische Pianistin, Komponistin und Dirigentin, Musikpädagogin und -ethnologin.

## Leben
Eisenstein hatte Klavierunterricht bei Ernesto Drangosch und Esperanza Lothringer und gab im Alter von neun Jahren ihr erstes Klavierkonzert. Sie setzte ihre Ausbildung am Conservatorio Nacional de Música y Arte Escénico fort und studierte Klavier bei Jorge de Lalewicz. Nach einem Studienaufenthalt am Conservatoire de Paris wirkte sie als Konzertpianistin in Südamerika.
Ab 1938 unterrichtete sie am von Carlos Vega geleiteten Musikinstitut (später Instituto Nacional de Musicologia). Zwischen 1945 und 1955 bereiste sie verschiedene Provinzen Argentiniens und nahm dort Dokumentaraufnahmen traditioneller Musik auf. Sie gründete das Orquesta Argentina de Cuerdas, das Orquesta Argentina de Cámaras, den Conjunto Vocal Argentino (1947) und den Coro de la Asociación de Compositores Argentinos und spielte mit den Ensembles verschiedene Aufnahmen für das Label Odeon ein.
1963 unternahm sie eine Konzertreise nach Venezuela, bei der sie beschloss in diesem Land zu blieben. Sie unterrichtete Chorleitung am Collegium Musicum Gonzalo Castellanos Yumar und Klavier an der Escuela de Música Lino Gallardo und gründete einen Kammerchor an der Universidad Central de Venezuela. Viele Jahre leitete sie die Madrigalistas de Aragua.
In Zusammenarbeit mit Carlos Vega entstanden Bearbeitungen von indianischer und kreolischer Musik für Kammer- und Streichorchester. Sie schrieb Arrangements traditioneller Musik für Orchester und für Chor und veröffentlichte die Cantos de la Argentina. Ihr bekanntestes Werk ist das Ballett Supay, das 1954 am Teatro Colón uraufgeführt wurde.
Silvia Eisenstein war mit Carlos Vega verheiratet. Nach ihrer Trennung ließ sich Silvia Eisenstein in Venezuela nieder.